# Takifugu oblongus
Takifugu oblongus är en fiskart som först beskrevs av Bloch 1786.  Takifugu oblongus ingår i släktet Takifugu och familjen blåsfiskar. Inga underarter finns listade i Catalogue of Life.